# Asia Pacific Poker Tour 2018
Résultats et tournois de la saison 2018 de l'Asia Pacific Poker Tour.

## Résultats et tournois

### Macau Poker Cup 28

#### Main Event
- Lieu :City of Dreams, Macao,  Macao[1],[2]
- Prix d'entrée : 15 000 HKD[1],[2]
- Date : Du 4 au 9 février 2018[1],[2]
- Nombre de joueurs :  1 122
- Prize Pool : 14 692 590 KHD
- Nombre de places payées :  135

| Place | Nom               | Prix          |
| ----- | ----------------- | ------------- |
| 1er   | Alvan Zheng       | 3 055 000 HKD |
| 2e    | Junhao Hong       | 1 824 000 HKD |
| 3e    | Jiang Ho Huang    | 1 094 000 HKD |
| 4e    | Zhenhua Lu        | 800 000 HKD   |
| 5e    | Aleksei Opalikhin | 540 000 HKD   |
| 6e    | Dongqi Lin        | 394 000 HKD   |
| 7e    | Minho Lee         | 336 000 HKD   |
| 8e    | Zhou Tong         | 292 000 HKD   |
| 9e    | Jiming Chen       | 248 000 HKD   |

#### High Roller
- Lieu : City of Dreams, Macao,  Macao[1],[3]
- Prix d'entrée : 80 000 HKD[1],[3]
- Date : 9 et 10 février 2018[1],[3]
- Nombre de joueurs :  124
- Prize Pool : 9 235 520 HKD
- Nombre de places payées :  17

| Place | Nom                 | Prix          |
| ----- | ------------------- | ------------- |
| 1er   | Mikita Badziakouski | 2 324 000 HKD |
| 2e    | Raúl Martínez       | 1 570 000 HKD |
| 3e    | Elliot Smith        | 1 021 000 HKD |
| 4e    | Raghav Bansal       | 845 500 HKD   |
| 5e    | Matthew Moss        | 682 000 HKD   |
| 6e    | Dasheng Chen        | 538 000 HKD   |
| 7e    | Ben Lai             | 411 020 HKD   |
| 8e    | Masaki Nakano       | 309 000 HKD   |
| 9e    | Martin Kozlov       | 231 000 HKD   |

### Macao

#### Main Event
- Lieu : City of Dreams, Macao,  Macao[4],[5]
- Prix d'entrée : 40 000 HKD[4],[5]
- Date : Du 19 au 25 mars 2018[4],[5]
- Nombre de joueurs :  356
- Prize Pool : 12 984 032 HKD
- Nombre de places payées :  41

| Place | Nom                        | Prix          |
| ----- | -------------------------- | ------------- |
| 1er   | Lin Wu                     | 3 095 000 HKD |
| 2e    | Aditya Agarwal             | 1 900 000 HKD |
| 3e    | Jen-Chun Chiu              | 1 192 000 HKD |
| 4e    | Phanlert Sukonthachartnant | 933 000 HKD   |
| 5e    | Alexandre Chieng           | 675 500 HKD   |
| 6e    | Maxi Lehmanski             | 546 532 HKD   |

#### High Roller
- Lieu : City of Dreams, Macao,  Macao[4],[6]
- Prix d'entrée : 100 000 HKD[4],[6]
- Date : Du 23 au 25 mars 2018[4],[6]
- Nombre de joueurs :  117 (+78)
- Prize Pool : 18 154 500 HKD
- Nombre de places payées :  27

| Place | Nom              | Prix          |
| ----- | ---------------- | ------------- |
| 1er   | James Chen       | 4 021 000 HKD |
| 2e    | Xin Fan          | 2 714 000 HKD |
| 3e    | Stephen Chidwick | 1 868 000 HKD |
| 4e    | Kristen Bicknell | 1 523 000 HKD |
| 5e    | Gao Wenling      | 1 215 000 HKD |
| 6e    | Albert Paik      | 933 000 HKD   |
| 7e    | Javier Gomez     | 678 500 HKD   |
| 8e    | Dominik Nitsche  | 492 000 HKD   |

#### Super High Roller
- Lieu : City of Dreams, Macao,  Macao[4],[7]
- Prix d'entrée : 400 000 HKD[4],[7]
- Date : Du 17 au 19 mars 2018[4],[7]
- Nombre de joueurs :  49 (+ 19)
- Prize Pool : 25 850 880 HKD
- Nombre de places payées :  9

| Place | Nom                 | Prix          |
| ----- | ------------------- | ------------- |
| 1er   | William Foxen       | 7 560 000 HKD |
| 2e    | Huang Shan          | 5 429 000 HKD |
| 3e    | Sam Greenwood       | 3 529 000 HKD |
| 4e    | Rainer Kempe        | 2 663 000 HKD |
| 5e    | Kahle Burns         | 2 068 000 HKD |
| 6e    | Patrik Antonius     | 1 603 000 HKD |
| 7e    | Brian Rast          | 1 267 000 HKD |
| 8e    | Christoph Vogelsang | 981 880 HKD   |
| 9e    | Isaac Haxton        | 750 000 HKD   |

### Corée

#### Main Event
- Lieu : Paradise City, Incheon,  Corée du Sud[8],[9]
- Prix d'entrée : 1 800 000 KRW[8],[9]
- Date : Du 12 au 15 avril 2018[8],[9]
- Nombre de joueurs :  449
- Prize Pool : 705 558 600 KRW
- Nombre de places payées :  54

| Place | Nom               | Prix            |
| ----- | ----------------- | --------------- |
| 1er   | Christopher Soyza | 158 700 000 KRW |
| 2e    | Mitsuhiro Shiga   | 99 468 000 KRW  |
| 3e    | Diwei Huang       | 61 380 000 KRW  |
| 4e    | Tomita Ryo        | 46 570 000 KRW  |
| 5e    | Randy Lew         | 33 870 000 KRW  |
| 6e    | Toru Wakamatsu    | 26 810 000 KRW  |
| 7e    | Kojiro Mizukami   | 21 170 000 KRW  |
| 8e    | Yuki Ko           | 17 640 000 KRW  |
| 9e    | Eric Wasylenko    | 14 110 000 KRW  |

#### High Roller
- Lieu : Paradise City, Incheon,  Corée du Sud[8],[10]
- Prix d'entrée : 5 000 000 KRW[8],[10]
- Date : 14 et 15 avril 2018[8],[10]
- Nombre de joueurs :  82
- Prize Pool : 365 884 000 KRW
- Nombre de places payées :  11

| Place | Nom                  | Prix            |
| ----- | -------------------- | --------------- |
| 1er   | Daniel Demicki       | 100 600 000 KRW |
| 2e    | Victor Chong         | 71 500 000 KRW  |
| 3e    | Daniel Chi Hang Tang | 46 800 000 KRW  |
| 4e    | Hiroyuki Noda        | 36 000 000 KRW  |
| 5e    | Simon Burns          | 28 500 000 KRW  |
| 6e    | James Lee            | 22 300 000 KRW  |
| 7e    | Hideki Izutsu        | 17 600 000 KRW  |
| 8e    | Calvin Sungwon Lee   | 13 700 000 KRW  |
| 9e    | Gen Nose             | 10 484 000 KRW  |

### Manille

#### Main Event
- Lieu : City of Dreams, Manille,  Philippines[11],[12]
- Prix d'entrée : 55 000 PHP[11],[12]
- Date : Du 9 au 12 août 2018[11],[12]
- Nombre de joueurs :  1 364
- Prize Pool : 65 492 460 PHP
- Nombre de places payées :  162

| Place | Nom              | Prix           |
| ----- | ---------------- | -------------- |
| 1er   | Wilson Lim       | 12 970 000 PHP |
| 2e    | Yuan Li          | 7 960 000 PHP  |
| 3e    | Bin Zhang        | 4 745 000 PHP  |
| 4e    | Samuel Welbourne | 3 438 000 PHP  |
| 5e    | Jiang Huang      | 2 318 000 PHP  |
| 6e    | Sebastian Quan   | 1 664 000 PHP  |
| 7e    | Daesoon Kang     | 1 400 000 PHP  |
| 8e    | Kenny Shih       | 1 205 000 PHP  |
| 9e    | Jun Zhou         | 1 029 000 PHP  |

#### High Roller
- Lieu : City of Dreams, Manille,  Philippines[11],[13]
- Prix d'entrée : 200 000 PHP[11],[13]
- Date : 11 et 12 août 2018[11],[13]
- Nombre de joueurs :  124
- Prize Pool : 22 131 520 PHP
- Nombre de places payées :  17

| Place | Nom                   | Prix          |
| ----- | --------------------- | ------------- |
| 1er   | Hon Cheong Lee        | 4 676 260 PHP |
| 2e    | Sahil Agarwal         | 4 656 260 PHP |
| 3e    | Konstantin Pogodin    | 2 446 000 PHP |
| 4e    | Maxim Befus           | 2 025 000 PHP |
| 5e    | Randy Lew             | 1 633 000 PHP |
| 6e    | Yilin Yang            | 1 288 000 PHP |
| 7e    | Xin Fan               | 985 000 PHP   |
| 8e    | Jae Shin              | 741 000 PHP   |
| 9e    | Sriharsha Doddapaneni | 553 000 PHP   |